# Ferdinand Üblacker
Ferdinand Üblacker (25. listopadu 1896 – 30. prosince 1969) byl český fotbalista, záložník a trenér.

## Fotbalová kariéra
V československé lize hrál za SK Kladno. Nastoupil k 59 ligovým utkáním a dal 1 gól.Za SK Kladno celkem
odehrál (i mimo ligu) 506 záp.,vstřelil v nich 22 góly.

## Ligová bilance
| Ročník                                       | Zápasy | Góly | Klub      |
| -------------------------------------------- | ------ | ---- | --------- |
| Středočeská 1. liga 1925/26                  | 9      | 0    | SK Kladno |
| Kvalifikační soutěž Středočeské 1. ligy 1927 | -      | 0    | SK Kladno |
| Středočeská 1. liga 1927/28                  | -      | 1    | SK Kladno |
| Středočeská 1. liga 1928/29                  | -      | 0    | SK Kladno |
| 1. asociační liga 1929/30                    | -      | 0    | SK Kladno |
| 1. asociační liga 1930/31                    | 14     | 0    | SK Kladno |
| CELKEM 1. liga                               | 59     | 1    |           |

## Trenérská kariéra
V lize trénoval v letech 1931-1935 SK Kladno.